# 小尼尔森·佛雷瑟
小尼尔森·佛雷瑟（英語：Nelson Frazier, Jr.，1971年2月14日—2014年2月18日），是一名美国职业摔跤手。他在世界摔跤协会中以“大V老爸”（Big Daddy V）等比赛，此外他也参与全日本摔角联盟比赛，后因健康原因离开赛事。
2014年2月18日晚，因心脏病发作不治身亡。